# Llista de governadors de Luxemburg
La següent és una llista dels governadors de Luxemburg. Dels segles xv al xix, el Ducat (més tard Gran Ducat) de Luxemburg va ser governat pels francesos, els burgundians, els espanyols, els Habsburgs austríacs i els holandesos.
De 1848 cap endavant, quan Luxemburg va aprovar la seva primera constitució, va començar per ser administrat per un govern en el sentit modern de la paraula, un que era responsable d'unes eleccions legislatives luxemburgueses
| Data d'inici                                  | Data de fi            | Nom | Notes |
| Governadors francesos                         | Governadors francesos | Governadors francesos                                                                                  | Governadors francesos                                                                                      |
| --------------------------------------------- | --------------------- | --- | --- |
| 1 setembre 1542                               | 10 setembre 1542      | Claudi de Lorena, Duc de Guisa (1496-1550)                                                             | |
| 12 setembre 1543                              | 1544                  | François d'Anglure (mort 1544)                                                                         | |
| 1544                                          | 6 agost 1544          | Francesc I, Duc de Nevers (1516-1562)                                                                  | |
| Capitans i Governadors Generals espanyols     |                       | | |
| 2 juliol 1545                                 | 23 maig 1604          | Peter Ernst I von Mansfeld-Vorderort (1517-1604)                                                       | (Presoner francès de 22 de juny de 1552 a 18 de maig de 1557)                                              |
| 1552                                          | 1553                  | Lamoral, Comte d'Egmont                                                                                | Representant a Mansfeld                                                                                    |
| 1553                                          | 1555                  | Martin van Rossem (1490-1555)                                                                          | Representant a Mansfeld                                                                                    |
| 1555                                          | 1556                  | Charles de Brimeu, Comte de Megen                                                                      | Representant a Mansfeld                                                                                    |
| Setembre 1576                                 | Febrer 1577           | Johann von Naus, sieur de Sivry                                                                        | Provisionalment per a Mansfeld                                                                             |
| Juny 1604                                     | 1627                  | Florent, comte de Berlaimont (mort 1627)                                                               | |
| Abril 1627                                    | 1636                  | Christoph Graf von Ostfriesland (1569–1636)                                                            | |
| 1636                                          | 1642                  | Philipp Dietrich von Manderscheid-Blankenheim (1596-1653)                                              | Andrea Cantelmo (de l'agost de 1637 al novembre de 1637)                                                   |
| 18 gener 1642                                 | 1648                  | Johann von Beck (1588-1648)                                                                            | El primer Luxemburguès                                                                                     |
| 15 gener 1646                                 | Novembre 1646         | Alonso, marquès de Strozzi                                                                             | (Provisionalment per a Beck)                                                                               |
| 1648                                          | 19 juny 1650          | Philippe François de Croy, Duc de Havré (1610–1650)                                                    | |
| 1650                                          |                       | Gilles, marquès de Mollinguin                                                                          | (Provisionalment)                                                                                          |
| Agost 1650                                    | 1652                  | Alonso, marquès de Strozzi                                                                             | (Provisionalment)                                                                                          |
| 1652                                          | 1654                  | Francesco Sánchez de Pardo                                                                             | (Provisionalment)                                                                                          |
| 24 gener 1654                                 | 12 gener 1675         | Philippe de Ligne-Arenberg, príncep de Chimay et de Croy d'Arenberg (1619-1675)                        | (Duc des del 9 de juny de 1645)                                                                            |
| 1675                                          |                       | Jean-Charles-Chrétien de Sandas et Louvegnies, Baró de Grandcourt                                      | (Provisionalment)                                                                                          |
| 1676                                          |                       | Jean Charles de Watteville Marquès de Conflans                                                         | (Provisionalment)                                                                                          |
| 1675                                          | 1680                  | John Francis Desideratus, Príncep de Nassau-Siegen (1626-1699)                                         | |
| 1680                                          | 1684                  | Ernest-Alexandre Dominique de Ligne-Arenberg Croÿ, príncep de Chimay et de Croÿ d'Arenberg (1643-1686) | |
| Governadors francesos                         |                       | | |
| 12 juny 1684                                  | juliol 1686           | Henri de Lambert, marquès de Lambert i de Sant Bris, Baró de Citry (1631-1686)                         | Lloctinent-General                                                                                         |
| 10 agost 1686                                 | Juliol 1687           | Louis François, duc de Boufflers (1644-1711)                                                           | |
| 25 juliol 1687                                | 1690                  | Nicolas Catinat (1637-1712)                                                                            | (Un Lloctinent-General de March 1690)                                                                      |
| 1690                                          | 1697?                 | Henry d'Harcourt (1654-1718)                                                                           | |
| 1697                                          |                       | Louis-François du Parc, Marquès de Locmaria (1647-1709)                                                | |
| Capitans i Governadors Generals espanyols     |                       | | |
| 15 novembre 1697                              | 1713                  | Graf Jean-Frédéric d'Autel (1645-1716)                                                                 | El segon Luxembourger                                                                                      |
| Governadors Hessian                           |                       | | |
| 1713                                          | 1714                  | Reinhardt Vincent von Hompesch (1660-1733)                                                             | |
| 1714                                          | 1715?                 | Johann Rabo van Keppel (1671?- 1733)                                                                   | |
| Governadors austríacs                         |                       | | |
| 5 gener 1715                                  | 4 desembre 1716       | Bertram Anton Freiherr von Wachtendonk                                                                 | |
| 4 desembre 1716                               | 17 abril 1719         | Johann Franz von Bronkhorst zu Gronsveld und Eberstein (d. 1719)                                       | |
| 1719                                          | Juliol 1720           | Maximilien de Pasqualini (mort 1720)                                                                   | |
| 1720                                          | 1722                  | Adolf Cristià Freiherr von Galen (mort 1722)                                                           | |
| Març 1722                                     | 27 Abril 1727         | Johann Wilhelm Freiherr von Unruhe (mort 1727)                                                         | |
| 29 maig 1727                                  | Octubre 1729          | Graf Franz Anton Paul von Wallis (1677-1737)                                                           | |
| Octubre 1729                                  | 7 maig 1730           | Philippe Henri de Magawly, Baró de Cabry (1675–1756)                                                   | 1a vegada provisionalment                                                                                  |
| 7 maig 1730                                   | 22 maig 1731          | Wilhelm Reinhard von Neipperg (1684-1774)                                                              | 1a vegada                                                                                                  |
| 22 maig 1731                                  | 22 febrer 1732        | Philippe Henri de Magawly, Baró de Cabry                                                               | 2a vegada, provisionalment                                                                                 |
| 22 febrer 1732                                | 5 maig 1733           | Adam Sigismund Freiherr von Thüngen (1687-1745)                                                        | 1a vegada provisionalment Fort Thüngen                                                                     |
| 5 maig 1733                                   | 22 juny 1734          | Wilhelm Reinhard von Neipperg                                                                          | 2a vegada                                                                                                  |
| 22 juny 1734                                  | 30 juliol 1736        | Sigismund Freiherr von Thüngen                                                                         | 2a vegada (provisionalment)                                                                                |
| 30. Juliol 1736                               | Gener 1737            | Wilhelm Reinhard von Neipperg                                                                          | 3a vegada                                                                                                  |
| Gener 1737                                    | Abril 1737            | Georges Adolphe d'Olizy (mort 1739)                                                                    | 1a vegada (provisionalment) Fort Olizy                                                                     |
| April 1737                                    | Maig 1737             | Antoine de Peissant, comte de Rumigny (mort 1748)                                                      | (Provisionalment)                                                                                          |
| Maig 1737                                     | Gener 1738            | Wilhelm Reinhard von Neipperg                                                                          | 4a vegada                                                                                                  |
| Gener 1738                                    | 16 maig 1739          | Georges Adolphe d'Olizy                                                                                | 2a vegada (Provisionalment)                                                                                |
| 1739                                          | 17 setembre 1742      | Carl Urban, comte de Chanclos (1686-1761)                                                              | Provisionalment                                                                                            |
| 17 setembre 1742                              | 1743                  | Holtzapfel                                                                                             | Provisionalment                                                                                            |
| 1743                                          | March 1744            | Melligny                                                                                               | Provisionalment                                                                                            |
| March 1744                                    | 1753                  | Wilhelm Reinhard von Neipperg                                                                          | 5a vegada                                                                                                  |
| 1753                                          | 20 octubre 1755       | Eberhard von Gemmingen-Hornberg (Mort 1767)                                                            | 1r temps (provisionalment)                                                                                 |
| 20 octubre 1755                               | 1766                  | Ernst Dietrich Marschall von Burgholzhausen (1692-1771)                                                | |
| 1756                                          | 1763                  | Eberhard Freiherr von Gemmingen                                                                        | 2n temps, provisionalment per Marschall von Biberstein                                                     |
| 1766                                          | Maig 1773             | Maximilian Friedrich Ernst forst von Salm-Salm (1732 -1773)                                            | |
| 2 gener 1767                                  | 1785                  | Cristià Jakob Freiherr von Vogelsang                                                                   | Provisionalment per Salm-Salm fins al maig de 1773                                                         |
| 1 setembre 1785                               | 7 juny 1795           | Blasius Columban von Bender (1713–1798)                                                                | (Dins de l'oposició de 15 de desembre de 1792 fins a 28 d'abril de 1793)                                   |
| Governadors holandesos                        |                       | | |
| 2 setembre 1815                               | 31 desembre 1830      | Jean Georges Othon Victorin M. Zacharie Willmar (1763-1831)                                            | Provisionalment fins que 29 maig 1817; el seu fill Jean-Jacques Willmar més tard esdevenia primer ministre |
| Governadors Generals holandesos               |                       | | |
| 1 gener 1831                                  | 5 març 1831           | Jean Leclerc (1765-1836)                                                                               | Provisionalment                                                                                            |
| 5 març 1831                                   | 27 maig 1831          | Prince Bernhard de Saxe-Weimar-Eisenach (1792–1862)                                                    | |
| Governadors belgues (a Arlon)                 |                       | | |
| 5 octubre 1830                                | 16 octubre 1830       | François d'Hoffschmit (1797-1854)                                                                      | (Comissari-general)                                                                                        |
| 16 octubre 1830                               | 1832                  | Jean-Baptiste Thorn (1783-1841)                                                                        | |
| 19 abril 1832                                 | 21 setembre 1834      | Jean N. Rossignon                                                                                      | |
| 21 setembre 1834                              | 10 desembre 1834      | Feuillien-Charles-Marie-Joseph (1800-1887)                                                             | |
| 10 desembre 1834                              | 19 gener 1839         | Victorin Jean François, baró de Steenhault (1791-1841)                                                 | |
| Cap de la comissió de govern (dins Luxemburg) |                       | | |
| 27 maig 1831                                  | 18 juny 1839          | Friedrich Wilhelm von Goedecke (1771-1857)                                                             | |
| Cap de l'administració civil                  |                       | | |
| 16 juny 1839                                  | 21 octubre 1840       | Hans Daniel Ludwig Friedrich Hassenpflug (1794-1862)                                                   | |
| 21 octubre 1840                               | 1 gener 1842          | Jean Baptiste Gellé (1777-1847)                                                                        | |
| Gouvernor                                     |                       | | |
| 1 gener 1842                                  | 1 agost 1848          | Gaspar-Théodore-Ignace de la Fontaine (1787-1871)                                                      | Provisionalment fins al 6 de juny de 1842                                                                  |